# Lê Đức Anh
Lê Đức Anh (Provincia di Thua Thien-Hue, 1º dicembre 1920 – Hanoi, 22 aprile 2019) è stato un politico e generale vietnamita, è stato Presidente della Repubblica Socialista del Vietnam dal 24 settembre 1992 al 24 settembre 1997, in precedenza ha guidato le forze armate vietnamite in Cambogia per tutti gli anni ottanta, era considerato un conservatore per questo ha mantenuto uno stretto controllo da parte del Partito Comunista del Vietnam su tutti gli affari nazionali. È stato capo di stato maggiore dell'Esercito popolare del Vietnam nel periodo 1986-1987.

## Il generale
Entrò nell'esercito nel 1945. Dal 1948 al 1950 fu a capo di diverse circoscrizioni militari ed amministrative, comprendenti anche il quartiere Cho Lon di Saigon. Dal 1951 al 1954 tenne il comando delle truppe vietnamite in Cocincina. In breve scalò le gerarchie militare e allo scoppio della guerra in Vietnam assunse il ruolo di vicecomandante delle Armate del Popolo (meglio note come vietcong). Anh ebbe parte attiva nel conflitto, che si risolse con la sconfitta del Vietnam del Sud e la caduta di Saigon nel 1975 e divenne in breve la più importante personalità dell'esercito.
La notevole fama gli fruttò negli anni '80 l'assegnazione del comando delle truppe vietnamite in Cambogia, con il compito di prevenire il ritorno dei Khmer rossi di Pol Pot. Il piano sviluppato da Anh prese il nome di piano K5 (K deriva da kar karpier, che significa difesa in lingua khmer e 5 erano i punti stilati da Anh) e vide la deforestazione di varie aree del Paese per la costruzione di una cortina difensiva e continui attacchi verso i Khmer rossi, nonché l'abbondante uso di mine antiuomo e anticarro. Il piano, che prese il via nel 1984, fu sostanzialmente un insuccesso: i khmer riuscirono a contrattaccare i vietnamiti e molti degli uomini di Anh morirono di malaria. Il generale mantenne l'ordine imponendo un regno di terrore simile a quello precedentemente imposto dallo stesso Pol Pot.

## Il politico
Anh era da sempre conosciuto come un vero conservatore, legato alle più rigide ideologie comuniste. Ministro della Difesa dal 1986 al 1991 (in precedenza era stato anche capo di stato maggiore), sostenne l'isolazionismo del Vietnam in seguito alla caduta del muro di Berlino, nel timore che il Paese potesse essere travolto dallo stile di vita (e dall'economia) occidentale.
Gestì in questo periodo la politica estera verso la Cambogia e la Cina, che visitò ufficialmente nel 1991.

## Il presidente
Nel 1992 fu eletto presidente del Vietnam. La carica assunse connotati molto pragmatici durante il suo mandato, abbandonando il ruolo puramente istituzionale (tradizionalmente era il primo ministro a detenere il potere effettivo) che aveva in precedenza.
Anh fu un conservatore intransigente e trovò il suo principale avversario in Võ Văn Kiệt, politico dalle idee flessibili e riformiste. L'altra grande figura politica degli anni '90 vietnamiti, Đỗ Mười (segretario del Partito Comunista) fece spesso da mediatore tra il primo ministro Kiệt e il presidente Anh. Il contrasto tra Anh e il suo primo ministro durò per tutto il mandato, con Kiệt che accusò l'ormai anziano generale di aver compiuto atrocità in Cambogia. Đỗ Mười, ormai favorevole a idee conservatrici, appoggiò Anh nella sua lotta contro il comune rivale.

## Il declino
Nel novembre 1996 Anh fu colpito da un grave ictus e rimase in ospedale per diversi mesi. L'assenza del vecchio conservatore spinse il Vietnam ad intraprendere la via delle riforme e dell'apertura, ma tale impulso fu bloccato da Đỗ Mười, che mise in guardia il Paese dai rischi dell'economia di mercato, impedendo di fatto qualsiasi tipo di riforma. Nell'aprile 1997 Anh si riprese dall'ictus e tornò al potere, rinsaldando le posizioni conservatrici. Nel settembre dello stesso anno si dimise, mantenendo però il ruolo di Consigliere del Partito fino al 2001.
Muore a 98 anni ad Hanoi il 22 aprile del 2019.